# Leigh Hunt
Pour les articles homonymes, voir James Hunt (homonymie) et Hunt.
James Henry Leigh Hunt (19 octobre 1784 - 28 août 1859) est un écrivain, poète, critique littéraire et essayiste britannique.
Il est un des fondateurs de The Examiner, un journal intellectuel d'opinion basé sur des principes radicaux. Il fait partie d'un cercle d'intellectuel qui porte son nom comprenant notamment William Hazlitt et Charles Lamb et il a fait connaître John Keats, Percy Bysshe Shelley, Robert Browning et Tennyson.

## Biographie

### Études
Leigh Hunt fait ses études à Christ's Hospital de 1791 à 1799, une période de sa vie décrite dans son autobiographie. Il arrive dans l'école peu de temps après le départ de Samuel Taylor Coleridge et Charles Lamb. Thomas Barnes y est son camarade d'école. Un des bâtiments de pension étudiante de Christ's Hospital reçoit son nom. Enfant, c'est un ardent admirateur de Thomas Gray et William Collins, dont il imite les vers. Un trouble de la parole, soigné plus tard l'empêche d'aller à l'Université. Ses poèmes sont publiés en 1801 sous le titre de Juvenilia, et lui permettent d'entrer dans le monde littéraire et du théâtre. Il commence à écrire pour les journaux et publie un livre de critique théâtrale et une série de Classic Tales contenant des essais critiques sur leurs auteurs.
Les premiers essais de Hunt sont publiés par Edward Quin (en), rédacteur en chef et propriétaire de The Traveller.

### Journalisme

#### The Examiner
Aux mains de John et Leigh Hunt, The Examiner est « Un journal du dimanche sur la politique, l'économie intérieure et le théâtre », et le journal se consacre à fournir des articles indépendants dans chacun de ses thèmes. Il publie en permanence les meilleurs écrivains de l'époque comme Lord Byron, Percy Bysshe Shelley, John Keats et William Hazlitt. Les frères Hunt échouent dans leur inspiration initiale de se passer de publicités pour accroître son impartialité. Dans son premier numéro, l'éditorialiste affirme The Examiner irait à la poursuite de la « vérité pour unique objet ». Les principes réformistes radicaux du document ont entraîné une série de procès très médiatisés contre les éditeurs.

### Poésie
En 1816, Leigh Hunt marque la littérature anglaise avec la publication de Story of Rimini, inspirée de l'épisode tragique de Francesca da Rimini raconté dans l'Enfer, première partie de la Divine Comédie de Dante. La préférence de Hunt est résolument pour le style des vers de Chaucer, adapté à l'anglais moderne par John Dryden, en opposition au couplet épigrammatique d'Alexander Pope qui l'avait remplacé. Le poème est un récit optimiste qui va à l’encontre de la nature tragique de son sujet. La désinvolture et la familiarité de Hunt, qui dégénèrent souvent en ridicule, le transforment par la suite en cible de plaisanterie et de parodie.
En 1818, parut un recueil de poèmes intitulé Foliage, suivi en 1819 par Hero and Leander et Bacchus and Ariadne. La même année, il réédite ces deux œuvres avec The Story of Rimini et The Descent of Liberty sous le titre de Poetical Works. Il crée le journal Indicator dans lequel figurent certaines de ses meilleures œuvres. John Keats et Shelley appartiennent tous deux au cercle réuni autour de lui à Hampstead, qui comprenait également William Hazlitt, Charles Lamb, Bryan Procter (en), Benjamin Haydon, Charles Cowden Clarke, C.W. Dilke, Walter Coulson (en) et John Hamilton Reynolds. Ce groupe s'appelait le Hunt Circle ou, de façon péjorative, la Cockney School.
Certains des poèmes les plus populaires de Hunt sont Jenny kiss'd Me (en), Abou Ben Adhem et Une nuit de pluie en été.

## Œuvres
- Juvenilia ; or, a collection of Poems, written between the ages of twelve & sixteen, Londres, J. Whiting, 1802.
- Imagination and fancy, Londres, Smith, Elder & Co., 1844.
- A manual of the philosophy of voice and speech: especially in relation to the art of public speaking, Londres, Longman, Brown, Green, 1859.

## Dans la littérature
Un personnage nommé Leigh Hunt apparaît aux côtés de celui de John Keats dans La Chute d'Hypérion, un des romans du cycle de science-fiction, Les Cantos d'Hypérion, du romancier américain Dan Simmons.